# Стаміровиці (Мазовецьке воєводство)
Стаміровиці (пол. Stamirowice) — село в Польщі, у гміні Могельниця Груєцького повіту Мазовецького воєводства.
Населення — 187 осіб (2011).
У 1975-1998 роках село належало до Радомського воєводства.

## Демографія
Демографічна структура станом на 31 березня 2011 року:
|          | Загалом | Допрацездатний вік | Працездатний вік | Постпрацездатний вік |
| -------- | ------- | ------------------ | ---------------- | -------------------- |
| Чоловіки | 97      | 20                 | 63               | 14                   |
| Жінки    | 90      | 17                 | 52               | 21                   |
| Разом    | 187     | 37                 | 115              | 35                   |